# Колебание функции
Колебание функции на множестве {\displaystyle E} — точная верхняя грань модуля разности значений функции на всевозможных парах точек {\displaystyle x_{1}}, {\displaystyle x_{2}} {\displaystyle \in } {\displaystyle E}.
Колебание функции в точке — это предел колебания функции по базе окрестностей данной точки.

## Определение
Величина {\displaystyle \omega (f,E)=\sup _{x_{1},x_{2}\in E}|f(x_{1})-f(x_{2})|} называется колебанием функции {\displaystyle f:X\to \mathbb {R} } на множестве {\displaystyle E\subset X}.
Если теперь фиксировать {\displaystyle \delta >0}, то можно определить колебание функции {\displaystyle f} на множестве {\displaystyle U_{E}^{\delta }(a)}; функция {\displaystyle \omega (f,a,\delta )=\omega \left(f,U_{E}^{\delta }(a)\right)} является невозрастающей функцией при {\displaystyle \delta \to +0} и ограниченной снизу, поэтому она
- либо имеет конечный предел при {\displaystyle \delta \to +0},
- либо для любого {\displaystyle \delta >0} будет {\displaystyle \omega (f,a)=+\infty }.

Это определение можно использовать для формулировки Критерия Коши существования предела функции и критерия непрерывности функции в точке.

### Связанное определение
Величина {\displaystyle \omega (f,a)\colon =\lim _{\delta \to +0}\omega (f,U_{E}^{\delta }(a))} называется колебанием функции {\displaystyle f} в точке {\displaystyle a}.

## Свойства
- Функция {\displaystyle f\colon E\to \mathbb {R} } непрерывна в точке {\displaystyle a\in E}, предельной для множества {\displaystyle E} тогда и только тогда, когда её колебание в данной точке равно нулю:

{\displaystyle f\in C(\{a\})\Leftrightarrow \omega (f,a)=0}.
- Функция {\displaystyle f\colon E\to \mathbb {R} } непрерывна на множестве {\displaystyle E} тогда и только тогда, когда для любого {\displaystyle \varepsilon >0} существует элемент {\displaystyle B} базы {\displaystyle \mathbb {B} }, колебание на котором будет меньше чем заданное {\displaystyle \varepsilon }:

{\displaystyle f\in C(E)\Leftrightarrow \exists B\in \mathbb {B} \colon \omega (f,B)<\varepsilon }.